# Родијељ (Фоча-Устиколина)
Родијељ је насељено мјесто у општини Фоча, Федерација Босне и Херцеговине, Босна и Херцеговина.

## Становништво
|             | 2013.       | 1991.         | 1981.         | 1971.         |
| Укупно      | 13 (100,0%) | 258 (100,0%)  | 431 (100,0%)  | 532 (100,0%)  |
| Бошњаци     | 13 (100,0%) | 196 (75,97%)1 | 318 (73,78%)1 | 361 (67,86%)1 |
| Срби        | –           | 62 (24,03%)   | 111 (25,75%)  | 168 (31,58%)  |
| Остали      | –           | –             | 2 (0,464%)    | 2 (0,376%)    |
| Југословени | –           | –             | –             | 1 (0,188%)    |

1. 1 На пописима од 1971. до 1991. Бошњаци су пописивани углавном као Муслимани.